# Сударь (пелена)

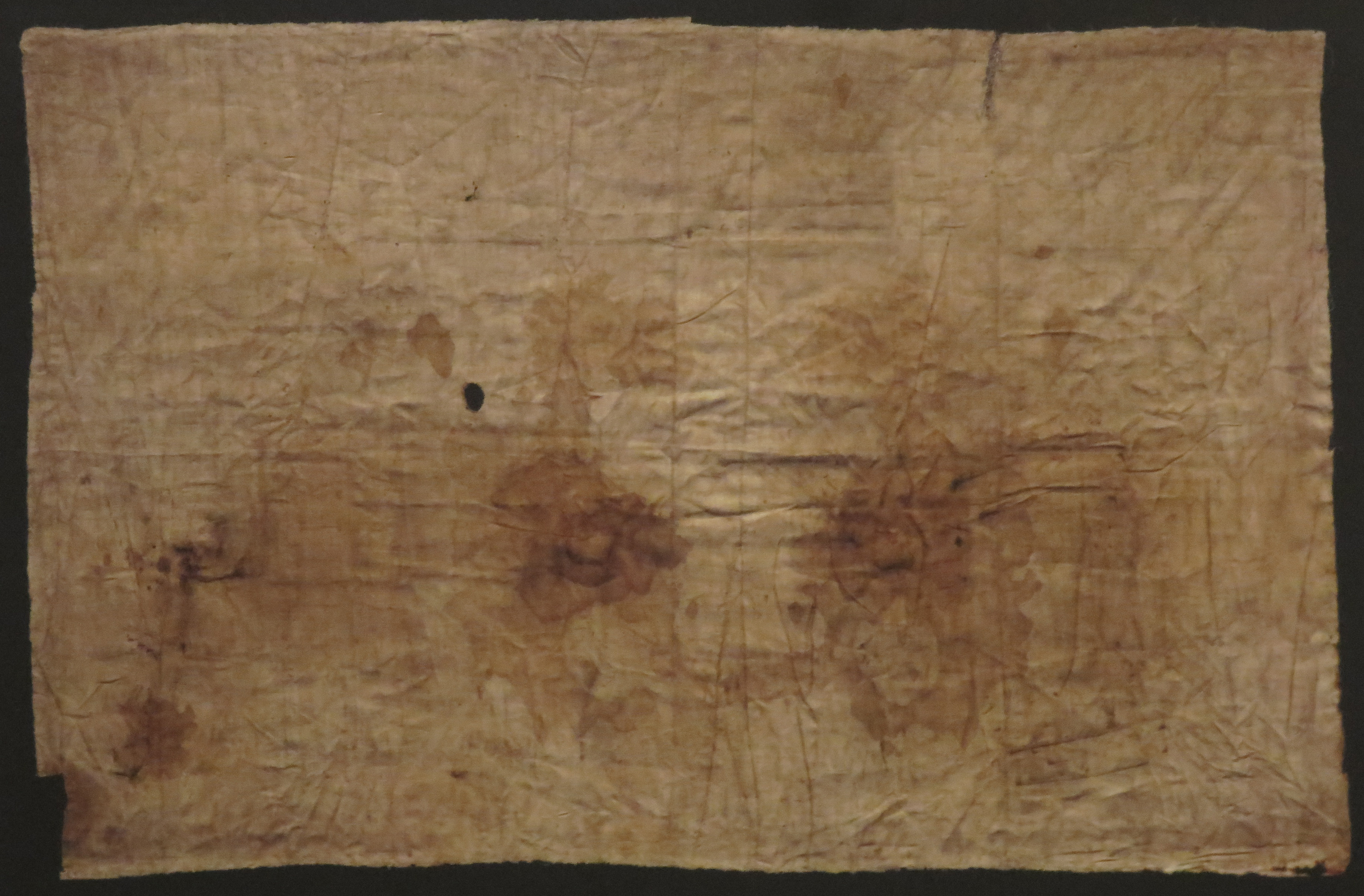
Святой сударь из Овьедо.

Суда́рь (от др.-греч. σουδάριον «платок» ← лат. sudarium «платок для вытирания пота с лица») — название описанного в Евангелии от Иоанна погребального плата с головы Иисуса Христа. Евангельский рассказ о нём краток:

Вслед за ним приходит Симон Пётр, и входит во гроб, и видит одни пелены лежащие, и плат, который был на главе Его, не с пеленами лежащий, но особо свитый на другом месте
на церковнославянскомПріи́де же Си́монъ пе́тръ вслѣ́дъ его́, и вни́де во гро́бъ, и ви́дѣ ри́зы [еди́ны] лежа́щя и суда́рь, и́же бѣ́ на главѣ́ его́, не съ ри́зами лежа́щь, но осо́бь сви́тъ на еди́нѣмъ мѣ́стѣ
Оригинальный текст (др.-греч.)ἔρχεται οὖν καὶ Σίμων Пέτρος ἀκολουθῶν αὐτῷ καὶ εἰσῆλθεν εἰς τὸ μνημεῖον καὶ θεωρεῖ τὰ ὀθόνια κείμενα καὶ τὸ σουδάριον ὃ ἦν ἐπὶ τῆς κεφαλῆς αὐτοῦ οὐ μετὰ τῶν ὀθονίων κείμενον ἀλλὰ χωρὶς ἐντετυλιγμένον εἰς ἕνα τόπον
— Ин. 20:6–7

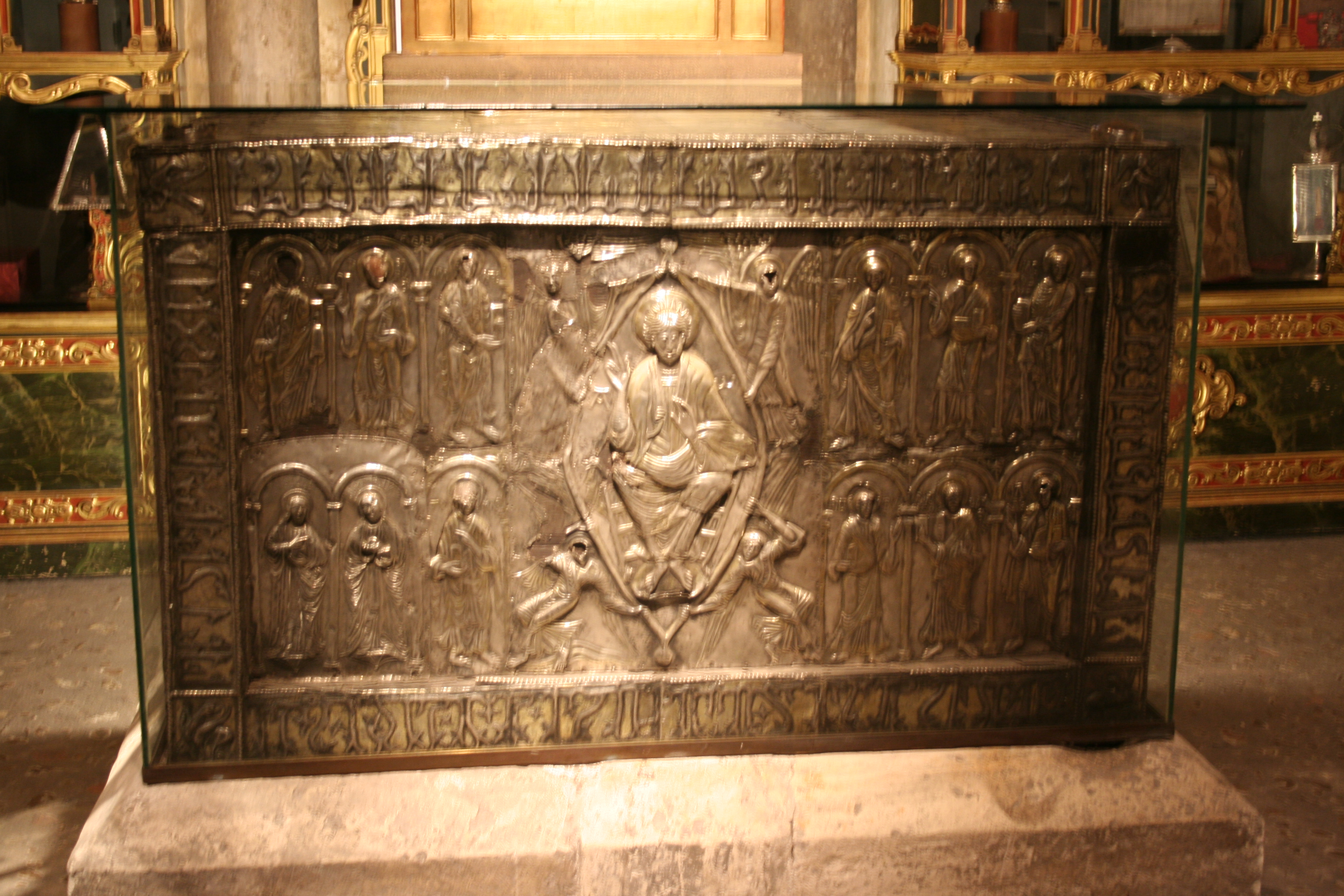
Ларец с сударем в Овьедо

В Синодальном переводе слово «σουδάριον» переведено как «плат» или как «платок». В Библии на церковнославянском языке это слово переведено тремя разными словами: убрус, сударь и главотяжь (главотяж):

И другі́й пріи́де, глаго́ля: го́споди, сé мна́съ твоя́, ю́же имѣ́хъ положе́ну во убрýсѣ— Лк. 19:20

я́ко и на неду́жныя наноси́ти от [по́та] тѣ́ла его́ главотя́жы и убру́сцы, и исцѣли́тися и́мъ от неду́гъ, и духо́мъ лука́вымъ исходи́ти от ни́хъ.— Деян. 19:12
Сударь Христа — реликвия, отождествляемая рядом верующих с описанным в Евангелии платом, хранится в соборе Сан-Сальвадор в Овьедо (Испания). Он представляет собой отрез льняной ткани размером 84 × 53 см со следами крови и сукровицы. История этой реликвии известна с VII века. Предание, записанное в начале XII века Пелагием, епископом Овьедо, приписывает ему иерусалимское происхождение — он был вывезен из города после его завоевания Хосровом II в 614 году и через Александрию попал в Испанию. Для хранения реликвии была построена капелла Камара Санта («Святая палата»), вокруг которой позднее возник собор Сан-Сальвадор. Реликвия хранится в дубовом ларце, обитом серебряными пластинами с чеканным рисунком.